# طال حين
طال حين (بالعبرية: טל חן‏) هو لاعب كرة قدم إسرائيلي في مركز قلب الدفاع، ولد في 4 أغسطس 1979 في حولون في إسرائيل. شارك مع منتخب إسرائيل تحت 21 سنة لكرة القدم. أما مع النوادي، فقد لعب مع اتحاد أبناء سخنين ومكابي نتانيا وهابوعيل تل أبيب وهبوعيل حيفا.

## وصلات خارجية
- طال حين على موقع قاعدة بيانات كرة القدم.إي يو (الإنجليزية)
- طال حين على موقع Soccerway.com (الإنجليزية)